# Porotrichodendron porteri
Porotrichodendron porteri là một loài Rêu trong họ Lembophyllaceae. Loài này được (Thér.) Broth. miêu tả khoa học đầu tiên năm 1925.